# Yalpenda
Yalpenda ou Yalependa est un village du Cameroun situé dans la région du Sud et le département de l'Océan. Il fait partie de la commune de Lokoundjé et se trouve à 2 km de Elogbatindi sur la route qui relie Bipindi à Elogbatindi.

## Population
En 1966, la population était de 314 habitants. Le village disposait avant 1966 d'une école publique à cycle complet. Lors du recensement de 2005, le village comptait 474 habitants dont 180 hommes et 205 femmes, principalement des Bakoko et des Bassa.